# Maurizio Granieri
Maurizio Granieri (* 4. August 1987 in Mutlangen) ist ein deutsch-italienischer Kickboxer, mehrfacher Weltmeister, Trainer und Unternehmer. Er zählt zu den erfolgreichsten Kämpfern im Kickboxen weltweit und ist CEO der Kampfsportschule Hurricanes.

## Werdegang
Mit 23 Jahren gewann Granieri die US Open ISKA World Martial Arts Championship in Orlando, Florida. Er ist amtierender Profi im Kickboxen (Pointfighting, Mittelgewicht) und Deutscher sowie Europameister im Fachverband International Sport Karate Association (ISKA). 2018 wurde er zum Kickbox-Bundestrainer der ISKA berufen.

## Biografie
Maurizio Granieris Eltern waren als Gastarbeiter aus Sizilien eingewandert. Über seinen Vater, der Taekwondo betrieb, kam Maurizio schon früh mit dem Kampfsport in Berührung. Gemeinsam mit seinem älteren Bruder trainierte er bereits als Kind bei den älteren Schülern mit.
Mit sechs Jahren bestritt er seine ersten Turniere. Was mit Niederlagen begann, entwickelte sich schnell zu einer beeindruckenden Karriere: Heute zählt Granieri zu den erfolgreichsten Kämpfern seiner Generation.
Ab seinem 13. Lebensjahr unterstützte er das Kinder- und Jugendtraining und leitete mit 16 bereits eigene Kurse. Er absolvierte eine Ausbildung zum Sport- und Fitnesskaufmann. 2016 wurde er Doppelweltmeister. 2022 erkämpfte er sich, trotz Rippenbruchs, in Antalya erneut zwei Weltmeistertitel. 2023 gelang ihm das Kunststück ein weiteres Mal: Er wurde erneut Doppelweltmeister bei der ISKA Weltmeisterschaft in München.

## Gradierungen
- Schwarzgurtträger
- Erster Dan im Taekwondo
- Dritter Dan im Kickboxen

## Sportliche Karriere
- 14-facher Kickbox-Weltmeister
- 2-facher US Open Champion (2011, 2016)
- 7-facher Grandchampion
- Träger des deutschen und europäischen ISKA-Profititels
- Teamweltmeister mit seinem Bruder Salvatore Granieri
- Mitglied der deutschen Nationalmannschaft seit 1997

## Faktenübersicht
- 1997 – Weltmeistertitel gemeinsam mit seinem Bruder Salvatore Granieri
- 2010 – Erster Double World Champion Titel
- 2012 – 5 EM-Titel mit Bruder Salvatore und Teamweltmeister in der Toskana
- 2013 – 3 Goldmedaillen an einem Tag (K1, Pointfighting, Grandchampion)
- 2016 – Zweiter Double World Champion Titel
- 2019 – Bundestrainer bei den US Open mit 5 Titeln für Deutschland
- 2022 – Dritter Double World Champion Titel trotz Rippenbruch
- 2023 – Vierter Double World Champion Titel mit Bruder Salvatore

## Verletzungen
- 2001 – Nasenbeinbruch im World Cup in Hanau, Sieg durch TKO trotz Verletzung
- 2011 – Schwerer Rippenbruch bei EM in Wien, Aufgabe im Halbfinale
- 2016 – Mittelhandbruch bei Dutch Open, Platz 3 trotz harter Kämpfe
- 2022 – Rippenbruch vor der WM in Antalya, zwei Weltmeistertitel errungen
- 2023 – Wiederaufbrechen der Rippenverletzung in München, erneuter Doppelsieg

## Weltmeisterschaften

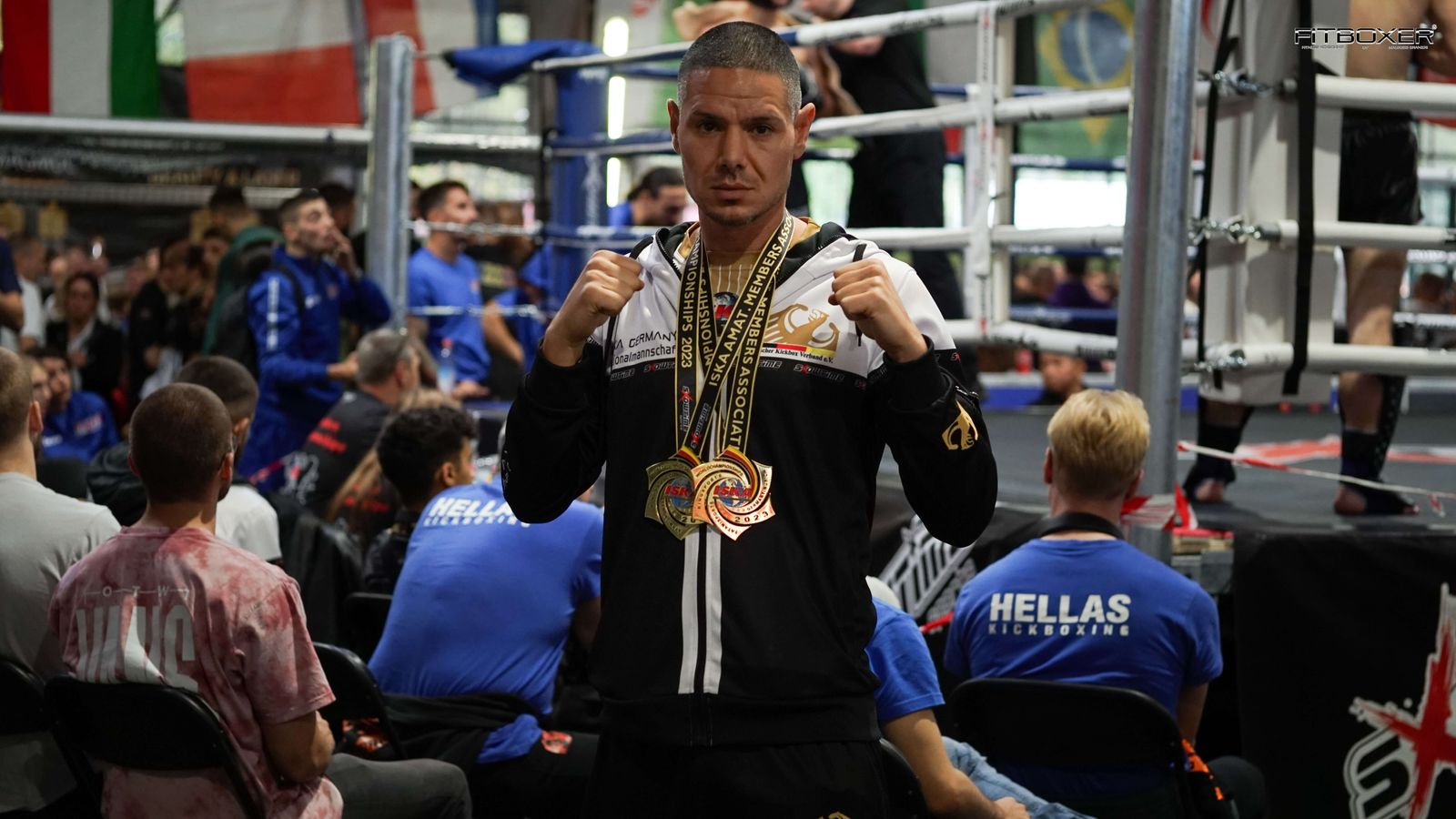
Maurizio Granieri, 14-facher Kickbox-Weltmeister, nach dem Gewinn von zwei ISKA-Weltmeistertiteln 2023 in München

### Weltmeister
- 2006: Hanau – WKA World Cup Sieger
- 2010: Alicante – Doppelweltmeister ISKA
- 2011: Orlando (USA) – US Open Champion
- 2012: Toskana – Weltmeister WTKA
- 2016: Sindelfingen – Doppelweltmeister ISKA[3]
- 2016: Orlando (USA) – US Open Champion
- 2022: Antalya – Doppelweltmeister ISKA
- 2023: München – Doppelweltmeister ISKA

### Vizeweltmeister
- 2019: Orlando (USA) – US Open ISKA

### Rang drei
- 2018: Montego Bay (Jamaika) – ISKA

## Europameisterschaften
- Mehrfacher Europameister: WMAO, ISKA, ITKO
- Professional European Champion ISKA Pointfighting (2012)

## Deutsche Meisterschaften
- Mehrfacher Deutscher Meister in Kinder-, Jugend- und Erwachsenenkategorien (ISKA, WAKO, WKA, WMAO, WKF)
- Professional German Champion ISKA Pointfighting (2016)

## Grandchampion

### Turniersiege ohne Gewichtsklassenbegrenzung
- Rüsselsheim – Battle of Germany WMAO
- Rüsselsheim – 2× Leneis Open Championships WMAO
- Bad Wildbad – Black Forest Open ISKA
- Schwäbisch Gmünd – Best of the Best ISKA
- Schwäbisch Gmünd – Deutsche Meisterschaft ISKA

## Trainer- und Unternehmerkarriere
Gemeinsam mit seinem Bruder Salvatore führt Maurizio die Kampfsportschule Hurricanes Kickboxing in Schwäbisch Gmünd und Oberbettringen. Als CEO und Studioleiter fördert er junge Talente, trainiert Profisportler und leitet Wettkampfstrategien. 2019 reiste er als ISKA-Bundestrainer mit über 20 Kämpfern zu den US Open, mit 5 Titeln unter seiner Leitung.

## Digitale Innovationen
2018 entwickelte er die Trainings-App Fitboxer,.

## Internationale Wettkampforte
- Deutschland
- Österreich
- Italien
- Spanien
- Niederlande
- Türkei
- USA (Orlando)
- Jamaika
- Irland

## Seminare und Engagement
Als Speaker, Seminarleiter und Referent ist er in Schulen, Unternehmen und Sportverbänden tätig. Seine Schwerpunkte: mentale Stärke, Disziplin und Persönlichkeitsentwicklung.

## Auszeichnungen

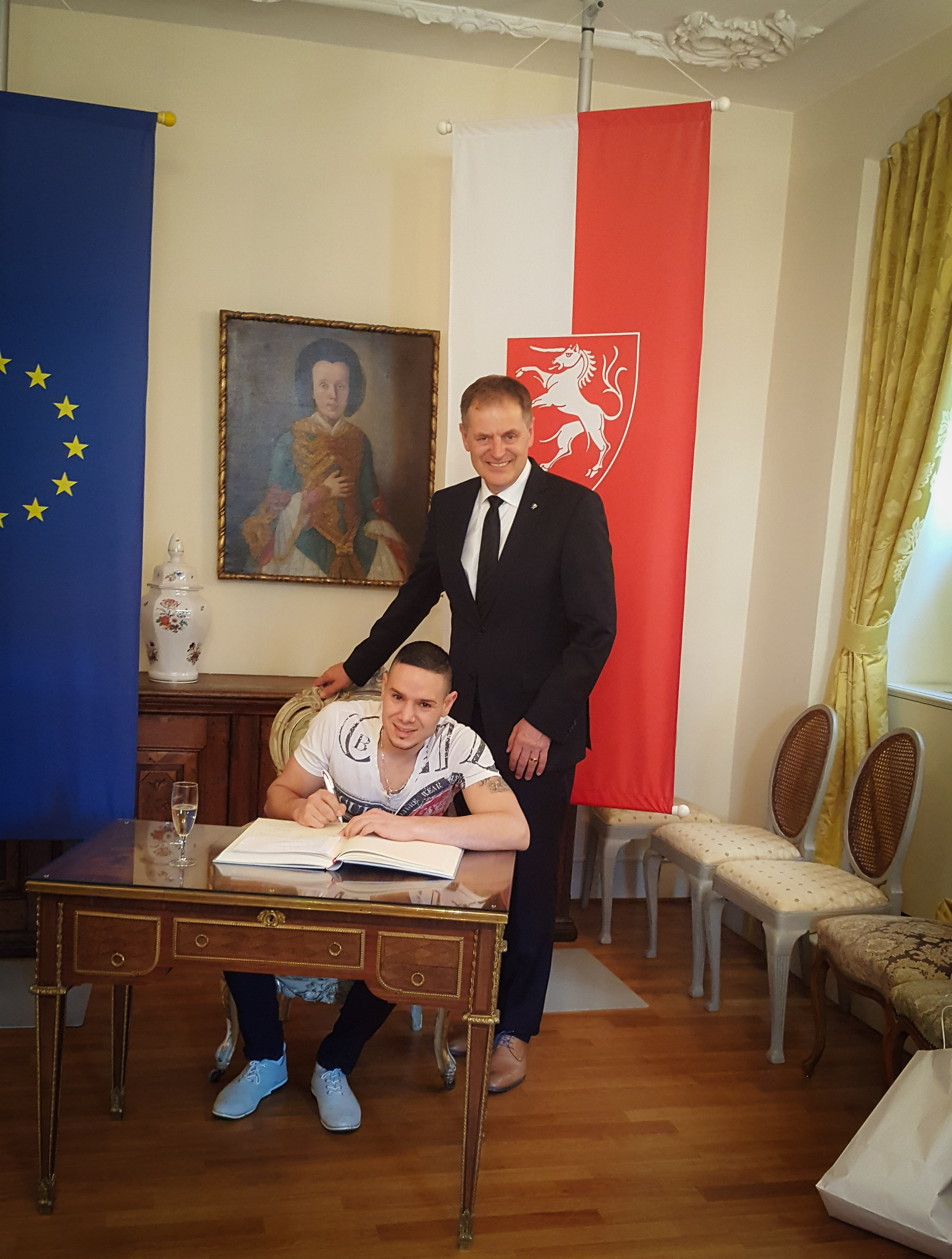
Maurizio Granieri mit Oberbürgermeister Richard Arnold im Rathaus Schwäbisch Gmünd, Eintrag ins Goldene Buch der Stadt

- 2012: Profisportler des Jahres (ISKA Pointfighting)
- 2016: Eintrag ins Silberne Buch der Stadt Schwäbisch Gmünd[5]
- 2025: „Beste Kampfsportschule Deutschlands“ – 2 Auszeichnungen

## Einflüsse und Philosophie
Granieris Leitsatz: „Was als Schutz begann, wurde mein Weg.“